# Каирский погром
Каирский погром 1945 года — погром, прошедший в Каире в ноябре 1945 года на волне антиеврейских настроений в арабском мире.
В 1945 году в Каире вспыхнули беспорядки, связанные с ростом египетского национализма, антизападных и антиеврейских настроений. 10 евреев были убиты, 350 ранены; были сожжены синагога, еврейская больница и дом престарелых. В том же году нестабильность в Египте стала причиной бунта южноафриканских солдат в Хелуане.
В последующие годы совершались многочисленные акты насилия против египетских евреев, в том числе взрывы еврейских районов в 1948 году, которые унесли жизни 70 евреев и ранили около 200, но в то время в результате беспорядков погибло намного больше людей. В 1949 году в результате взрыва в еврейском квартале Каира были убиты 34 человека и ранены 80. В 1950-х годах евреи из Египта были подвержены политической нестабильности в связи с продолжающимся израильско-египетским конфликтом и пострадали от вспышек насилия, которые привели к изгнанию еврейского меньшинства из Египта.